# Scytodes intricata
Espèce
Synonymes
- Scytodes meridana Chamberlin & Ivie, 1938

Scytodes intricata est une espèce d'araignées aranéomorphes de la famille des Scytodidae.

## Distribution
Cette espèce se rencontre au Costa Rica et au Mexique,.

## Description
Le mâle décrit par Rheims, Brescovit et Durán-Barrón en 2007 mesure 7,60 mm et la femelle 7,40 mm, les mâles mesurent de 5,90 à 8,80 mm et les femelles de 6,40 à 10,20 mm.

## Publication originale
- Banks, 1909 : Arachnida from Costa Rica. Proceedings of the Academy of Natural Sciences of Philadelphia, vol. 61, no 2, p. 194-234 (texte intégral).